# Barbatula quignardi
Loche du Languedoc
Espèce
Synonymes
- Barbatula barbatula quignardi (Băcescu-Mester, 1967)[1]
- Noemacheilus barbatulus quignardi Băcescu-Mester, 1967[1]

Statut de conservation UICN

 LC  : Préoccupation mineure
Barbatula quignardi, communément appelé la Loche du Languedoc, est une espèce de poissons à nageoires rayonnées du genre Barbatula. Ce sont des poissons benthiques d'eau douce de la famille des Nemacheilidae, originaires d'Europe.

## Répartition, habitat
Barbatula quignardi vit en eaux douces. On la rencontre en Espagne, dans les bassins hydrographiques de l'Èbre, de la Bidassoa et du Nervion, et en France dans les bassins du Lez, du Tech, de l'Adour et de la Garonne.

## Description
Barbatula quignardi peut mesurer jusqu'à 70 mm.

## Étymologie
Son nom spécifique, quignardi, lui a été donné en l'honneur de Jean-Pierre Quignard (1938-2013), ichtyologiste français qui a fourni les spécimens types. 